# Aleksander Tammert
Aleksander Tammert (født 2. februar 1973 i Tartu, Sovjetunionen – nu Estland) er en estisk atletikudøver (diskoskaster), der vandt bronze i diskoskast ved både OL i Athen 2004 og ved EM i Göteborg i 2006. 